# Tony Cottee
Anthony Richard "Tony" Cottee, född 11 juli 1965 i Plaistow, är en engelsk före detta fotbollsspelare i engelska Premier League, aktiv huvudsakligen under 1980- och 1990-talen med 7 A-landskamper för Englands fotbollslandslag.
Cottee spelade forward i West Ham United FC 1982-1988, där han så småningom bildade ett fruktat anfallspar tillsammans med Frank McAvennie. Därefter gick han till Everton FC och gjorde hat trick i sin första match på Goodison Park. Han blev kvar i Everton till 1994 då han gick tillbaka till West Ham, där han stannade till 1996.
De sista åren av Cottees karriär spelade han för en mängd klubbar, bland annat som spelande manager utan större framgång. 2001 gjorde Tony Cottee sin sista säsong. Den sin sista matchen blev för Millwall FC.